# Cratere Salkhad
Salkhad è un cratere sulla superficie di Marte.